# Osmylus (Plesiosmylus) tessellatus
Osmylus (Plesiosmylus) tessellatus is een insect uit de familie watergaasvliegen (Osmylidae), die tot de orde netvleugeligen (Neuroptera) behoort. De soort komt voor in Japan en de Koerillen.